# Seznam britanskih astronomov
Seznam britanskih astronomov.

## B
- Ernest William Brown (1866 - 1938)

## C
- James Carpenter (1840 – 1899)
- Heather Couper
- Philip Herbert Cowell (1870 – 1949)

## D
- George Howard Darwin (1845 – 1912)
- William Frederick Denning (1848 – 1931)
- Frank Watson Dyson (1868 – 1939)

## F
- Alfred Fowler (1868 – 1940)

## G
- David Gill (1843 – 1914)
- John Goodricke (1764 – 1786)

## H
- Thomas Hariot (1560 – 1621)
- Will Hay (1888 – 1949)
- Caroline Lucretia Herschel (1750 – 1848)
- John Frederick William Herschel (1792 – 1871)
- William Herschel (1738 – 1822)
- Antony Hewish (1924 – 2021)
- John Russell Hind (1823 – 1895)
- Jeremiah Horrocks (1619 – 1641)
- Fred Hoyle (1915 – 2001)
- William Huggins (1824 – 1910)

## J
- Manuel John Johnson (1805 – 1859)

## K
- Jan Kleyna (1970 –)
- Zdeněk Kopal (1914 – 1993)

## L
- William Lassell (1799 – 1880)
- Joseph Lockyer (1836 – 1920)
- John William Lubbock (1803 – 1865)

## M
- Nevil Maskelyne (1732 – 1811)
- Charles Mason (1730 – 1787)
- Edward Walter Maunder (1851 – 1928)
- William H. McCrea (1904 – 1999)
- John Michell (1724 – 1793)
- William Allen Miller (1817 – 1870)
- Samuel Molyneux
- Patrick Moore (1923 – 2012)
- Carole Mundell

## R
- Matthew Raper (1705 – 1778)

## S
- Ralph Allen Sampson (1866 – 1939)
- James South (1785 – 1867)